# 神戸川崎財閥
神戸川崎財閥（こうべかわさきざいばつ）は、男爵川崎正蔵によって設立された兵庫の財閥で15大財閥の1つ。単に「川崎財閥」と呼ばれることもあるが、同じく「川崎財閥」と呼ばれる東京川崎財閥とは無関係。創業者の名前から「川崎正蔵財閥」とも、また正蔵は松方幸次郎を川崎造船所の社長に就任させて後継者にしたため「松方コンツェルン」とも呼ばれる。

## 概要
1878年に、松方正義等の援助のもと川崎築地造船所を設立、十五銀行を主力行として、昭和初期までに経営の基盤を固めた。しかし、後継者の財閥経営の失敗から部下の離反を招き、川崎汽船、川崎重工業等の有力企業が独立して昭和恐慌の際に財閥としての実態を失った。財閥解体においては川崎重工業が集中排除の対象となり、川崎製鉄（現在のJFEスチール）が分離した。
なお、戦前の川崎財閥は1927年の金融恐慌で衰退するが、その中心企業であった川崎造船所は独自の重工業企業として再生し、1938年に名称を変更して川崎重工業となり、また川崎造船所の系列会社として設立された川崎汽船、川崎重工業の製鉄部門が分離独立した川崎製鉄がそれぞれ系列会社を従えてグループを作った。

### 川崎重工業グループ
三菱重工業とともに日本の総合重工業の双璧である川崎重工業を中心に、川崎商事（後の川鉄商事（現・JFE商事））をはじめ10社の系列会社が川重グループを形成し、これらの系列会社はすべて、川崎重工業が全株を所有するか、首位株主となった。

### 川崎製鉄グループ
大正時代の川崎造船所の製鉄工場に源流をもつ川崎製鉄（1940年創設）は高度経済成長の波にのって急成長した。その系列会社は、川崎鋼板（現・JFE鋼板）、川崎物産（後の川鉄商事（現・JFE商事））をはじめ19社に達した。これらの系列会社は、川崎製鉄が首位株主であり、系列会社同士の株式の持ち合いも進んだ。

### 川崎汽船グループ
1919年に川崎造船所の子会社として設立された川崎汽船は、川崎航空サービス、川崎近海汽船の2社を系列会社としてグループを形成した。
以上で述べた川崎重工業、川崎製鉄、川崎汽船の3社は川崎グループを形成し、「川崎睦会」という名称で第一勧業銀行（現・みずほ銀行）グループの有力メンバーになった。第一勧銀グループに入っているのは、神戸川崎銀行－十五銀行－第一銀行－第一勧業銀行という歴史的経緯のためである。
上記会社の他、関係会社として神戸新聞社、昭和シェル石油（現・RSエナジー）、富士電機、川崎設備工業、日本興亜損害保険（現・損害保険ジャパン）等がある。